# Marquesado de Belmonte de la Vega Real
El marquesado de Belmonte de la Vega Real es un título nobiliario español creado el 20 de septiembre de 1622 con la denominación de «marquesado de Belmonte», por el rey Felipe IV en favor de Jaime Manuel Manrique de Lara y Cárdenas, alcalde Mayor de Toledo.
Su denominación actual data del 6 de julio de 1915, cuando se rehabilita este título en la persona de Teresa de la Figuera y de la Cerda, hija de Constantina de la Cerda y Cortés, XIII marquesa de Fuente el Sol. 

## Marqueses de Belmonte de la Vega Real
|                                       | Titular                                             | Periodo                |
| Creación por Felipe IV                | Creación por Felipe IV                              | Creación por Felipe IV |
| Marqueses de Belmonte                 | Marqueses de Belmonte                               | Marqueses de Belmonte  |
| ------------------------------------- | --------------------------------------------------- | ---------------------- |
| I                                     | Jaime Manuel Manrique de Lara y Cárdenas            | 1622-1652              |
| II                                    | Francisco María de Montserrat Manrique y Cárdenas   | 1652-1656              |
| III                                   | Teresa Antonia Manrique de Mendoza                  | 1656-1657              |
| IV                                    | Alonso Manuel de Velasco                            | 1657- ?                |
| V                                     | Antonio de Velasco Manrique de Mendoza y Acuña      | ? -1676                |
| VI                                    | Francisco Miguel Manrique de Velasco y Tejada       | 1676-1678              |
| VII                                   | Nicolasa Manrique de Mendoza Acuña y Manuel         | 1678-1709              |
| VIII                                  | Ana Sinforosa Manrique de Guevara Mendoza y Velasco | 1709-1730              |
| IX                                    | Joaquín Cayetano Ponce de León Spínola              | 1730-1743              |
| Rehabilitado por Alfonso XIII         |                                                     |                        |
| Marqueses de Belmonte de la Vega Real |                                                     |                        |
| I                                     | Teresa de la Figuera y de la Cerda                  | 1915-1962              |
| II                                    | Matilde Teresa Llombart y de la Figuera             | 1963-1969              |
| III                                   | José María de la Figuera y López                    | 1970-2009              |
| IV                                    | Gonzalo de la Figuera y Vargas                      | 2009-actual titular    |

## Historia de los Marqueses de Belmonte de la Vega Real
- Jaime Manuel de Cárdenas y Manrique de Lara (1586-1652), I marqués de Belmonte, V duque de Maqueda, VII duque de Nájera, X conde de Valencia de Don Juan, VI marqués de Elche, IX conde de Treviño. Nombrado por Felipe IV como jefe de la expedición que debía de traer a Mariana de Austria desde la frontera alemana a España. Propietario, según una escritura de 1626, de la entonces aldea de Boadilla del Monte, la cual fue vendida por sus herederos en 1652. Estuvo desterrado en Elche.

1. Casó con Inés María de Arellano, hija de Felipe Ramírez de Arellano, VII conde de Aguilar de Inestrillas. Le sucedió su hijo único:

- Francisco María de Montserrat Manrique y de Cárdenas (f. en 1656), (cambió el orden de sus apellidos), († en 1656), II marqués de Belmonte, VI duque de Maqueda, VIII duque de Nájera, VII marqués de Elche, X conde de Treviño, XI conde de Valencia de Don Juan. Sin descendientes. Le sucedió, de su tía paterna María de Cárdenas y Manrique de Lara su hija Teresa, por tanto su prima hermana:

- Teresa Antonia Manrique de Mendoza (1615-1657), (Teresa Antonia Hurtado de Mendoza y Manrique de Cárdenas), III marquesa de Belmonte, VII duquesa de Maqueda, IX duquesa de Nájera, VIII marquesa de Elche, VII marqués de Cañete, XI condesa de Treviño, XII condesa de Valencia de Don Juan.

1. Casó con Fernao de Faro, conde de Vimeiro, en Portugal. Sin descendientes de este matrimonio.
2. Casó con Juan Antonio de Torres-Portugal y Manrique, II conde de Villardompardo. Sin descendientes de este matrimonio.
3. Casó con Juan de Borja y Aragón, hijo de Carlos de Aragón y Borja, II conde de Ficallo, y de María Luisa de Gurrea y Aragón, VII duquesa de Villahermosa. Sin descendientes, tampoco, de este matrimonio. Le sucedió un hijo de su hermana Nicolasa que había casado con Alonso Fernández de Velasco III condesa de la Revilla, por tanto su sobrino:

- Alonso Manuel de Velasco, IV marqués de Belmonte. Le sucedió su hermano:

- Antonio de Velasco Manrique de Mendoza y Acuña (f. 1676), V marqués de Belmonte, X duque de Nájera, XIII conde de Valencia de Don Juan, IV marqués de Belmonte de la Vega Real, VIII marqués de Cañete, IV conde de la Revilla, XII conde de Treviño.

1. Casó con Isabel de Carbajosa, hija de Manuel de Carbajosa, III marqués de Jodar.
2. Casó con María Micaela de Tejada Mendoza y Borja. Le sucedió su hijo:

- Francisco Miguel Manrique de Mendoza Velasco y Tejada (1675-1678), VI marqués de Belmonte, XI duque de Nájera, IX marqués de Cañete, XIV conde de Valencia de Don Juan, V conde de La Revilla, XIII conde de Treviño. Le sucedió su hermana:

- Nicolasa Manrique de Mendoza Velasco Acuña y Manuel (1672-1709/10), VII marquesa de Belmonte, XII duquesa de Nájera, X marquesa de Cañete, XV condesa de Valencia de Don Juan, VI condesa de la Revilla. XIV condesa de Treviño.

1. Casó con Beltrán Manuel de Guevara. Le sucedió su hija:

- Ana Manuela Sinforosa Manríque de Guevara Mendoza y Velasco (1692/2-1730/1731), VIII marquesa de Belmonte, XIII duquesa de Nájera, XI marquesa de Cañete, XVI condesa de Valencia de Don Juan, VII condesa de la Revilla, XV condesa de Treviño.

1. Casó con Pedro Antonio de Zúñiga, hijo de los X duque de Béjar.
2. Casó con José de Moscoso y Osorio, hijo de Luis María de Moscoso y Osorio, VIII conde de Altamira.
3. Casó con Gaspar Portocarrero, VI conde de Palma del Río.

- Joaquín Cayetano Ponce de León Cárdenas y Spínola (f. en 1743), IX marqués de Belmonte, XIV duque de Nájera, duque de Maqueda, VII duque de Arcos, duque de Ciudad Real, XI marqués de Zahara, VII conde de Casares, IX conde de Bailén, marqués de Montemayor, XVI conde de Treviño, marqués de Elche, barón de Axpe, barón de Planes, y barón de Patraix.

1. Casó con Teresa Enríquez de Cabrera, VII marquesa del Carpio. Su hijo, Manuel Ponce de León y Cabrera, continúa la línea de los duques de Nájera (fue el XV duque), y su hermano Francisco el XVI duque de Nájera.
2. Casó con Ana María Francisca Spínola y de la Cerda.

Rehabilitado en 1915 con la nueva denominación por:
- Teresa de la Figuera y de la Cerda  (1885-1962), I marquesa de Belmonte de la Vega Real.

1. Casó con Antonia Calín Conesa. Le sucedió:

- Matilde Teresa Llombart y de la Figuera (f. en 1969), II marquesa de Belmonte de la Vega Real. Le sucedió:

- José María de la Figuera y López, III marqués de Belmonte de la Vega Real, XVI marqués de Fuente el Sol.

1. Casado con María del Socorro de Vargas y Quiroga. Le sucedió, en 2009 por cesión, su hijo:

- Gonzalo de la Figuera y Vargas (n. en 1971), IV marqués de Belmonte de la Vega Real.